# Sociaal Democraten & Progressieven
De Sociaal Democraten & Progressieven (SD&P) was een Vlaamse politieke partij die in 2014 werd opgericht en in 2018 werd omgevormd tot Lijst A, een lokale partij in de stad Aalst.

## Geschiedenis
De basis van de partij kan gevonden worden in het lokale bestuursakkoord dat in Aalst in 2012 tussen N-VA, CD&V en sp.a werd gesloten. Het akkoord kreeg veel weerklank en kritiek in pers en binnen sp.a omdat een aantal nationale politici van de partij de socialistische verworvenheden in het bestuursakkoord te beperkt vonden. Ook de schepenpost voor Karim Van Overmeire bij N-VA bleek moeilijk te slikken, gezien diens verleden bij het Vlaams Belang. De discussie bleef aanslepen en de nationale en provinciale partijleiding kwam niet tot een compromis die voor alle lokale partijleden aanvaardbaar was. In 2014 ontbond sp.a-voorzitter Bruno Tobback vervolgens de Aalsterse afdeling en liet enkel diegenen terug toetreden die tegen de coalitiedeelname (een minderheid van de  sp-a leden stemde tegen de coalitiedeelname) waren. Dylan Casaer, An Van de Steen en drie van de vijf andere sp.a-gemeenteraadsleden en hun aanhangers sloten zich niet terug aan en vormden op 20 januari 2014 de Sociaal Democraten & Progressieven. De partij is onafhankelijk van de partijen op andere bestuurlijke niveaus en ontstond door een aantal leden  uit de  ontbonden sp.a afdeling Aalst. In de gemeenteraad van de stad Aalst heeft de partij evenwel wel vijf raadsleden, maakt ze deel uit van de politieke meerderheid en is ze in het college van burgemeester en schepenen vertegenwoordigd met twee schepenen: Dylan Casaer en Ann Van de Steen.
Op woensdag 13 maart 2014 maakte de partij bekend te zullen deelnemen aan de Vlaamse en Federale verkiezingen van 2014 in de kieskring Oost-Vlaanderen. Ann Van de Steen was lijsttrekker voor het Vlaams Parlement, Dylan Casaer voor de Kamer van volksvertegenwoordigers. Dit werd geen succes, de partij haalde 0,29 % bij de Vlaamse verkiezingen in de kieskring Oost-Vlaanderen, ook in de stad Aalst bleef SD&P met 3,09 % ver onder de kiesdrempel.
Op 20 april 2018 besliste de partij om hun naam te wijzigen naar Lijst A. Dylan Casaer beschreef Lijst A als een partij zonder uitgesproken ideologie, maar eerder als een partij met een mix van ideologische standpunten waar ervaring en nieuw politiek talent de handen in elkaar slaan. "Samen vormen zij een team van enthousiastelingen met frisse ideeën voor de toekomst."

## Politiek gedachtegoed
De SD&P stelde zichzelf voor als "Met de beweging kiezen we voor een warme samenleving, voor de mensen die het moeilijk hebben, maar ook voor de werkende mens, vanuit een Vlaamse invalshoek". Op de oprichtingsvergadering waren 200 ex-sp.a leden aanwezig. De partij stelt SD&P voor als "sociaal, democratisch, Vlaams bewust en progressief", die zich van de sp.a zou onderscheiden doordat "SD&P moet een democratische beweging zijn, met respect voor de partijstatuten en waar plaats is voor verschillende meningen. SD&P staat voor een hedendaags sociaal beleid. We hebben aandacht voor mensen in armoede, maar ook voor de modale, hardwerkende Vlaming die al te vaak vergeten wordt door de traditionele partijen. Misbruik van het sociaal systeem moet, net als een aalmoescultuur, tegengegaan worden. SD&P wil progressief Vlaams zijn. Niet via symbolengeweld, maar we willen wel het lef tonen om als Vlaming duidelijke keuzes voorop te stellen." Critici stelden dat de  beginselverklaring van de SD&P geïnspireerd is op de N-VA-waarden, aangevuld met sp.a en Open Vld-standpunten.